# Rilai Nemzeti Park
A Rilai Nemzeti Park (bolgár nyelven Национален парк „Рила“) Bulgária legnagyobb nemzeti parkja. Az ország délnyugati részén, a Rila-hegységben található, területe 810.46 km². 1992. február 24-én alapították, a területén lévő, az országos jelentőségű ökoszisztémák védelme érdekében. Tengerszint feletti magassága 800 métertől (Blagoevgrad közelében) 2925 méterig (a Balkán-félsziget legmagasabb pontja, a Muszala-csúcs) terjed. Területén 120 gleccsertó található, köztük a jelentős hét rilai tó. Számos folyó forrása a nemzeti park területén található, köztük a Maricáé, amely a leghosszabb, teljes egészében a Balkánon található folyó, és az Iszkeré, a leghosszabb folyóé, amely teljes egészében Bulgáriában található.
A nemzeti park az ország huszonnyolc megyéjéből négynek a területén fekszik, ezek: Szófia, Kjusztendil, Blagoevgrad és Pazardzsik. Négy természetvédelmi terület található a területén: a Parangalica, a Közép-rilai Természetvédelmi Terület, az Ibar és a Szkakavica.
A Rilai Nemzeti Park Európa legnagyobb és legértékesebb védett területei közé tartozik. A Természetvédelmi Világszövetség (IUCN) a II. kategóriába sorolta, négy természetvédelmi területéből kettő szerepel a reprezentatív védett területek közt, és mind a négy szerepel a UNESCO Ember és bioszféra programjában lévő bioszféra-rezervátumok között.

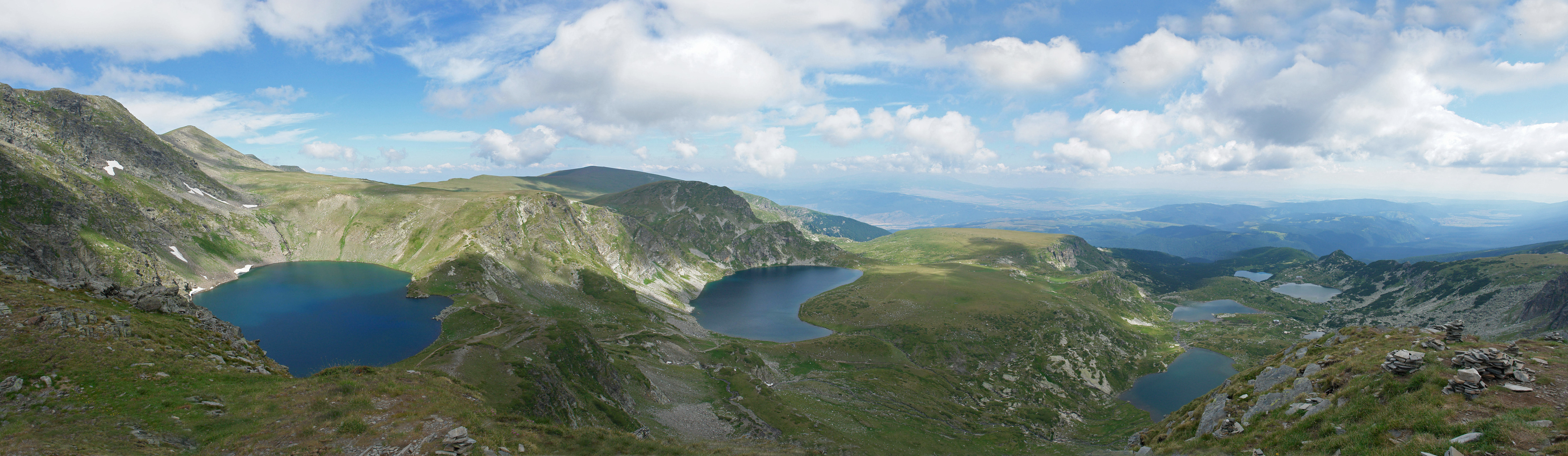
A hét rilai tó

A park a palearktikus ökozóna mérsékelt övi lomblevelű és tűlevelű erdőinek rodopéi hegyvidéki vegyes erdő ökorégiójába tartozik. Az erdőségek a nemzeti park területének 66%-án, összesen 534,81 km²-en terülnek el. Körülbelül 1400 vaszkuláris növényfaj, 282 mohafaj és 130 édesvízi algafaj található itt, az állatvilágot 48 emlős-, 99 madár-, 20 hüllő- és kétéltű, valamint öt halfaj, emellett 2934 gerinctelen faj képviseli, melyek közül 282 endémikus.

## Fordítás
- Ez a szócikk részben vagy egészben  a   Rila National Park című angol Wikipédia-szócikk ezen változatának fordításán alapul.  Az eredeti cikk szerkesztőit annak laptörténete sorolja fel. Ez a jelzés csupán a megfogalmazás eredetét és a szerzői jogokat jelzi, nem szolgál a cikkben szereplő információk forrásmegjelöléseként.